# Tacámbaro de Codallos
Tacámbaro de Codallos är en kommunhuvudort i Mexiko.   Den ligger i kommunen Tacámbaro och delstaten Michoacán de Ocampo, i den södra delen av landet, 250 km väster om huvudstaden Mexico City. Tacámbaro de Codallos ligger 1 656 meter över havet och antalet invånare är 21 059.
Terrängen runt Tacámbaro de Codallos är lite bergig, och sluttar söderut. Runt Tacámbaro de Codallos är det ganska tätbefolkat, med 80 invånare per kvadratkilometer. Tacámbaro de Codallos är det största samhället i trakten. I omgivningarna runt Tacámbaro de Codallos växer huvudsakligen savannskog.